# Miroslav Gerenčer
Miroslav Gerenčer - Gero (rođen u Osijeku, 1948.), samostalni umjetnik. Član je Hrvatskog društva karikaturista, HZSU-a, europske udruge FECO te svjetske organizacije za karikaturu Wittyworld.
Karikaturom se bavi više od trideset godina. Specijalnost mu je portretna karikatura. Za vrijeme boravka u Njemačkoj 1973. surađivao je s "Bild Zeitungom". Stalni je suradnik enigmatskih časopisa "Feniks" i "Skandi Feniks" za koji radi naslovnice te povremeno objavljuje u švicarskom "Nebelspalteru". Dugi niz godina je surađivao s Glasom Slavonije. Imao je mnoge samostalne i grupne izložbe u Hrvatskoj. Sudjeluje na gotovo svim festivalima karikature u svijetu. Neki radovi se nalaze u muzejima kao što su Tolentino (Italija), Omiya (Japan) itd. 

## Nagrade i priznanja
Do sada je osvojio 57 inozemnih i 5 domaćih nagrada, od kojih treba izdvojiti:
- Prva nagrada Seoul, Koreja 1997.,
- Druga nagrada Taejon, Koreja 1995.,
- Treća nagrada Skopje, Makedonija 1996.,
- Druga nagrada Haifa, Izrael 2000.,
- Treća nagrada Sveti Ivan Zelina 1999.,
- Druga nagrada Slavonski Brod 2001.,
- Treća nagrada Daejeon, Koreja 2002.,
- Peta nagrada Buenos Aires, Argentina 2002.,
- Počasna nagrada Kina 2003.,
- Posebna nagrada Brazil 2004. na temu AIDS.,
- Prva nagrada Calarasi, Rumunjska 2006.,
- Druga nagrada (Shanghai), Kina 2008.,
- Prva nagrada za portret (Lastovo) 2014.,
- Druga nagrada (Santa Clara), Kuba 2015.,

Dobitnik je i
- županijske nagrade grada Osijeka za posebne zasluge na polju umjetnosti 1998.,
- zlatne plakete „Grb Grada Osijeka“ također za zasluge na polju umjetnosti 2004. godine.
- godišnje nagrade Hrvatskog društva karikaturista „Mladen Bašić-Bibi“ 2006. godine.

## Izdanja
Objavio je knjigu portretnih karikatura "Faca do face" 1995. godine.

## Vanjske poveznice
Službena stranica  Arhivirana inačica izvorne stranice od 17. prosinca 2014. (Wayback Machine)